# 204
204 (CCIV) var ett skottår som började en söndag i den julianska kalendern.

## Händelser

### Okänt datum
- Daysanfloden översvämmar Edessa i Mesopotamien.

## Födda
- Filip Araben, romersk kejsare 244–249 (född omkring detta år)
- Plotinos, nyplatonsk filosof (född omkring detta år)

## Avlidna
- Gongsun Du, kinesisk krigsherre